# Pandekte
Digeste (lat. Digestae), poznate i kao Pandekte (od Digesta seu Pandectae, što dolazi od starogrčke riječi πανδέκτης pandektes, "sveobuhvatni") je naziv za sažetak najvažnijih tekstova rimskog prava, a koji predstavlja integralni dio zbornika Corpus iuris civilis, koji je objavio bizantski car Justinijan. Sastoji se od 50 knjiga koji sadrže zapise i mišljenja 39 rimskih pravnika o raznim pitanjima; od njih se najviše rabe mišljenja Ulpijana i Julija Paula. Tekst, čiji je najautentičniji prijepis poznat kao Littera Florentina, imao je izuzetan utjecaj na razvoj kontinentalnog pravnog sustava u Europi.